# Llista d'episodis de One Piece (temporades 1–8)
One Piece és una sèrie d'anime basada en els còmics d'Eiichiro Oda del mateix nom. La sèrie està produïda per Toei Animation. Les primeres vuit temporades van ser emeses per la cadena de televeisió Fuji Television entre el 20 d'octubre de 1999 i el 30 d'abril de 2006.

## Temporada 1:East Blue(1999–2001)
| #  | Nº en la temporada | Títol en català | Data d'estrena al Japó | Data d'estrena a Catalunya |
| -- | ------------------ | --- | ---------------------- | -------------------------- |
| 1  | 1                  | Sóc en Ruffy, el que serà rei dels pirates! Ore wa Luffy! Kaizoku-ou ni naru Otoko da! (俺はルフィ！海賊王になる男だ！)                                              | 20 d'octubre de 1999   | 2 de març de 2006          |
| 2  | 2                  | El caçador de pirates Roronoa Zoro! Un mestre espadatxí Daikengou Arawaru! Kaizoku-kari Roronoa Zoro (大剣豪現る！海賊狩りロロノア・ゾロ)                            | 17 de novembre de 1999 | 3 de març de 2006          |
| 3  | 3                  | Morgan contra Ruffy i la noia misteriosa Morgan VS Luffy! Nazo no Bishoujo wa Dare? (モーガンVSルフィ！謎の美少女は誰？？)                                           | 24 de novembre de 1999 | 6 de març de 2006          |
| 4  | 4                  | El passat d'en Ruffy: Shanks, el pèl-roig Luffy no Kako! Akagami no Shanks Toujou (ルフィの過去！赤髪のシャンクス登場)                                               | 8 de desembre de 1999  | 7 de març de 2006          |
| 5  | 5                  | El capità pirata pallasso Buggy i el seu poder temible i misteriós Kyoufu Nazo no Chikara! Kaizoku Douke Buggy-Senchou! (恐怖！謎の力・海賊道化バギー船長！)         | 15 de desembre de 1999 | 8 de març de 2006          |
| 6  | 6                  | Una situació desesperada: el domador de bèsties salvatges Mohji contra en Ruffy Zettaizetsumei! Moujuu-tsukai Mohji VS Luffy! (絶体絶命！猛獣使いモージ VS ルフィ！) | 29 de desembre de 1999 | 9 de març de 2006          |
| 7  | 7                  | El combat ferotge: El mestre del sabre Zoro contra l'acròbata Cabaji Sōzetsukettō! Kengō Zoro vs. Kyokugei no Kabaji!fy! (壮絶決闘！剣豪ゾロＶＳ曲芸のカバジ！)      | 29 de desembre de 1999 | 10 de març de 2006         |
| 8  | 8                  | Qui serà el guanyador? Confrontació de forces de les fruites del diable Shōsha wa dotchi? Akuma no mi no nōryoku taiketsu! (勝者はどっち？悪魔の実の能力対決！)      | 29 de desembre de 1999 | 13 de març de 2006         |
| 9  | 9                  | El capità Usopp, el mentider Seigi no usotsuki? Kyaputein Usoppu (正義のうそつき？キャプテンウソップ)                                                                | 12 de gener de 2000    | 14 de març de 2006         |
| 10 | 10                 | L'home més estrany del món: L'hipnotitzador Jango! Shijō saikyō no hen na yatsu! Saiminjutsushi Jango (史上最強の変な奴！催眠術師ジャンゴ)                           | 19 de gener de 2000    | 15 de març de 2006         |
| 11 | 11                 | El complot es descobreix: El majordom és el capità Kuro Inbō o abake! Kaizoku shitsuji Kyaputein Kuro (陰謀を魔ｯ！海賊執事キャプテンクロ)                            | 26 de gener de 2000    | 16 de març de 2006         |
| 12 | 12                 | El gran enfrontament! La batalla contra els homes del capità Kuro Gekitotsu! Kuroneko kaizokudan sakamichi no daikōbō! (激突！クロネコ海賊団坂道の大攻防!)           | 2 de febrer de 2000    | 17 de març de 2006         |
| 13 | 13                 | Els terribles germans Nyaban contra en Zoro Kyōfu no niningumi! Nyaban Buradāsu vs Zoro (恐怖の二人組！ニャーバン兄弟(ブラザーズ)VSゾロ)                             | 9 de febrer de 2000    | 20 de març de 2006         |
| 14 | 14                 | En Ruffy es desperta i la Kaya fa una temptativa desesperada Rufi Fukkatsu! Kaya-ojōsama no kesshi no teikō (ルフィ復活！カヤお嬢様の決死の抵抗)                     | 16 de febrer de 2000   | 21 de març de 2006         |
| 15 | 15                 | La derrota d'en Kuro i la decisió de l'Usopp Kuro o taose! Otoko Usoppu namida no ketsui! (クロを倒せ！男ウソップ涙の決意！)                                         | 23 de febrer de 2000   | 22 de març de 2006         |
| 16 | 16                 | La companyia de l'Usopp defensa esplèndidament la Kaya Kaya o mamore! Usoppu kaizoku-dan daikatsuyaku! (カヤを守れ！ウソップ海賊団大活躍！)                          | 1 de març de 2000      | 23 de març de 2006         |
| 17 | 17                 | L'explosió de ràbia! El final de la batalla entre en Kuro i en Ruffy Ikari Bakuhatsu! Kuro vs Rufi kecchaku no yukue! (怒り爆発！クロVSルフィ決着の行方)             | 8 de març de 2000      | 24 de març de 2006         |
| 18 | 18                 | La bèstia estranya, en Gaimon i companyia! Anata ga sanjū! Gaimon to kimyō na nakama (あんたが珍獣！ガイモンと奇妙な仲間)                                            | 15 de març de 2000     | 27 de març de 2006         |
| 19 | 19                 | El passat d'en Zoro, la promesa d'en Zoro i la Kuina! Santōryū no kako! Zoro to Kuina no chikai! (三刀流の過去！ゾロとくいなの誓い！)                                | 22 de març de 2000     | 28 de març de 2006         |
| 20 | 20                 | El famós cuiner Sanji del restaurant a alta mar! Meibutsu kokku! Kaijō resutoran no Sanji (名物コック！海上レストランのサンジ」)                                     | 12 d'abril de 2000     | 29 de març de 2006         |
| 21 | 21                 | Un client desagradable, el plat d'en Sanji i la gratitud d'en Gin! Manekarezaru kyaku! Sanji no meshi to Gin no on (招かれざる客！サンジの飯とギン恩)                | 12 d'abril de 2000     | 30 de març de 2006         |
| 22 | 22                 | La poderosa flota de l'almirall Don Krieg! Saikyō no kaizoku kantai! Teitoku Don Kurīku (最強の海賊艦隊！提督ドン・クリーク)                                         | 26 d'abril de 2000     | 31 de març de 2006         |
| 23 | 23                 | La defensa del Baratie! El gran capità Zeff, Peusrojos! Mamore Baratie! Dai kaizoku, aka ashi no Zefu (守れバラティエ！大海賊・赫足のゼフ)                           | 3 de maig de 2000      | 3 d'abril de 2006          |
| 24 | 24                 | En Mihawk, l'Ulls de Falcó, llença en Zoro a l'aigua! Taka no me no Mihōku! Kengō Zoro umi ni chiru (鷹の目のミホーク！剣豪ゾロ海に散る)                             | 10 de maig de 2000     | 4 d'abril de 2006          |
| 25 | 25                 | Lluita explosiva de peus! En Sanji contra en Perla, l'intocable Hissatsu ashiwaza sakurestu! Sanji VS teppeki no Pāru (必殺足技炸裂！サンジVS鉄壁のパール)           | 17 de maig de 2000     | 5 d'abril de 2006          |
| 26 | 26                 | El somni d'en Zeff i en Sanji, l'All Blue Zefu to Sanji no yume: maboroshi no Ōru Burū (ゼフとサンジの夢・幻のオールブルー)                                          | 24 de maig de 2000     | 6 d'abril de 2006          |
| 27 | 27                 | El diable cruel Gin, capità de la flota Reitetsu hijō no kijin: kaizoku kantai sō taichō Gin (冷徹非常の鬼人・海賊艦隊総隊長ギン)                                    | 31 de maig de 2000     | 7 d'abril de 2006          |
| 28 | 28                 | Batalla ferotge entre en Ruffy i Don Krieg Shinaneeyo! Gekitō Rufi VS Kurīku! (死なねェよ！激闘ルフィVSクリーク！)                                                   | 7 de juny de 2000      | 10 d'abril de 2006         |
| 29 | 29                 | El cop mortal, final de la batalla Shitō no kecchaku! Hara ni kukutta ippon no yari! (死闘の決着！腹にくくった一本の槍！)                                            | 21 de juny de 2000     | 11 d'abril de 2006         |
| 30 | 30                 | L'hora dels adéus! En Sanji se'n va amb el Ruffy Tabidachi! Umi no kokku wa Rufi to tomo ni (旅立ち！海のコックはルフィとともに)                                     | 28 de juny de 2000     | 12 d'abril de 2006         |
| 31 | 31                 | Arlong, el pirata tritó Higashi no umi saiaku no otoko! Gyojin kaizoku Āron (東の海最悪の男！魚人海賊アーロン)                                                       | 12 de juliol de 2000   | 13 d'abril de 2006         |
| 32 | 32                 | Una bruixa del poble de Coco Cocoyashi mura no majo! Āron no onna kanbu (ココヤシ村の魔女！アーロンの女幹部)                                                         | 19 de juliol de 2000   | 18 d'abril de 2006         |
| 33 | 33                 | És mort, l'Usopp? Usoppu shisu?! Rufi jōriku wa mada? (ウソップ死す?!ルフィ上陸はまだ？)                                                                             | 19 de juliol de 2000   | 19 d'abril de 2006         |
| 34 | 34                 | La veritat sobre la Nami Zenin shūketsu! Usoppu ga kataru Nami no shinjitsu (全員集結！ウソップが語るナミの真実)                                                     | 26 de juliol de 2000   | 20 d'abril de 2006         |
| 35 | 35                 | El passat ocult Himerareta haho! Onna senshi Berumeru! (秘められた過去！女戦士ベルメール！)                                                                          | 2 d'agost de 2000      | 21 d'abril de 2006         |
| 36 | 36                 | La causa de la Nami i la Bellemere Ikinuke! Haha Berumeru to Nami no kizuna! (生き抜け！母ベルメールとナミの絆！)                                                    | 9 d'agost de 2000      | 24 d'abril de 2006         |
| 37 | 37                 | El trencament de la promesa Rufi tatsu! Uragirareta yakusoku no ketsumatsu! (ルフィ立つ！裏切られた約束の結末！)                                                     | 16 d'agost de 2000     | 25 d'abril de 2006         |
| 38 | 38                 | Els tritons contra la colla d'en Ruffy Rufi dai pinchi! Kyojin VS Rufi kaizoku-dan (ルフィ大ピンチ！魚人vsルフィ海賊団)                                              | 23 d'agost de 2000     | 26 d'abril de 2006         |
| 39 | 39                 | Zoro contra l'Octy Rufi suibotsu! Zoro VS tako no Hacchan (ルフィ水没！ゾロｖｓタコのはっちゃん)                                                                     | 30 d'agost de 2000     | 27 d'abril de 2006         |
| 40 | 40                 | L'orgull del guerrer Hokori takaki senshi! Gekitō Sanji to Usoppu (誇り高き戦士！激闘サンジとウソップ)                                                               | 6 de setembre de 2000  | 28 d'abril de 2006         |
| 41 | 41                 | L'última esperança Rufi zenkai! Nami no ketsui to mugiwara bōshi (ルフィ全開！ナミの決意と麦わら帽子)                                                                | 13 de setembre de 2000 | 1 de maig de 2006          |
| 42 | 42                 | L'atac sota l'aigua Sakuretsu! Kyojin Āron umi kara no mōkōgeki! (炸裂！魚人アーロン海からの猛攻撃！)                                                                | 27 de setembre de 2000 | 2 de maig de 2006          |
| 43 | 43                 | La fi de l'imperi dels tritons Kyojin teikoku no owari! Nami wa ore no nakama da! (魚人帝国の終わり！ナミは俺の仲間だ！)                                             | 27 de setembre de 2000 | 3 de maig de 2006          |
| 44 | 44                 | El comiat de la Nami Egao no tabidachi! Saraba furusato Cocoyashi Mura (笑顔の旅立ち！さらば故郷ココヤシ村)                                                          | 11 d'octubre de 2000   | 4 de maig de 2006          |
| 45 | 45                 | Crida i cerca Jōkinkubi! Mugiwara no Rufi yo ni shirewataru (賞金首！麦わらのルフィ世に知れ渡る)                                                                     | 25 d'octubre de 2000   | 5 de maig de 2006          |
| 46 | 46                 | L'aventura d'en Buggy Mugiwara o oe! Chisa na Bagī no dai bōken (麦わらを追え！小さなバギーの大冒険)                                                                 | 1 de novembre de 2000  | 8 de maig de 2006          |
| 47 | 47                 | El retorn del pallasso Buggy Omachikane! Aa fukkatsu no Bagī senchō! (お待ちかね！あぁ復活のバギー船長！)                                                            | 8 de novembre de 2000  | 9 de maig de 2006          |
| 48 | 48                 | La ciutat dels reis pirates Hajimari to owari no machi: Rōgutaun jōritsu (始まりと終りの町・ローグタウン上陸)                                                        | 22 de novembre de 2000 | 10 de maig de 2006         |
| 49 | 49                 | Els sabres nous d'en Zoro Sandai Kitetsu to Yubashiri! Zoro no shintō to onna sōchō (三代鬼徹と雪走！ゾロの新刀と女曹長)                                             | 22 de novembre de 2000 | 11 de maig de 2006         |
| 50 | 50                 | Usopp, el valent Usoppu VS Kotsure no Dedi mahiru no kettō (ウソップVS子連れのダディ真昼の決闘)                                                                      | 29 de novembre de 2000 | 12 de maig de 2006         |
| 51 | 51                 | El millor cuiner Honoo no kyōri batoru? Sanji VS bijin chefu (炎の料理バトル？サンジVS美人シェフ)                                                                    | 6 de desembre de 2000  | 15 de maig de 2006         |
| 52 | 52                 | La revenja d'en Buggy Bagī no ribenji! Shokeidai de warau otoko! (バギーのリベンジ！処刑台で笑う男！)                                                                | 13 de desembre de 2000 | 16 de maig de 2006         |
| 53 | 53                 | Cap a la Gran Line Densetsu wa hajimatta! Mezase Gurando Rain (伝説は始まった！目指せ偉大なる航路（グランドライン）)                                                 | 10 de gener de 2001    | 17 de maig de 2006         |
| 54 | 54                 | Una nova aventura. Apis, la nena misteriosa Arata naru bōken no yokan! Nazo no shōjo Apisu (新たなる冒険の頼ｴ！謎の少女アピス)                                       | 17 de gener de 2001    | 18 de maig de 2006         |
| 55 | 55                 | El secret de l'Apis i de l'illa perduda Kiseki no seibutsu! Apis no himitsu to densetsu no shima (奇跡の生物！アピスの秘密と伝説の島)                                | 24 de gener de 2001    | 19 de maig de 2006         |
| 56 | 56                 | L'atac de l'Eric. La gran escapada de l'illa creuer Erikku shutsugeki! Gunkan jima kara no dai dasshutsu! (エリック出撃！軍艦島からの大脱出！)                       | 31 de gener de 2001    | 22 de maig de 2006         |
| 57 | 57                 | La llegendària illa perduda Zekkai no kotō! Densetsu no Rosuto Airando (絶海の孤島！伝説のロストアイランド)                                                          | 7 de febrer de 2001    | 23 de maig de 2006         |
| 58 | 58                 | Duel a les ruïnes! En Zoro contra l'Eric! Haikyo no kettō! Kinpaku no Zoro VS Erikku! (廃墟の決闘！緊迫のゾロ対エリック!)                                            | 21 de febrer de 2001   | 24 de maig de 2006         |
| 59 | 59                 | L'almirall Nelson volta en Ruffy amb un estratagema secret! Rufi ransen hōi! Teitoku Neruson no hisaku (ルフィ完全包囲！提督ネルソンの秘策)                          | 21 de febrer de 2001   | 25 de maig de 2006         |
| 60 | 60                 | Aquells que volen pel cel! La llegenda mil·lenària reviu! Ōsora o Mau Mono! Yomigaeru Sennen no Densetsu! (大空を舞うもの!甦る千年の伝説)                            | 18 de febrer de 2001   | 26 de maig de 2006         |
| 61 | 61                 | El remolí rabiüt i l'arribada a la Red Line Ikari no kecchaku! Reddo Rain o norikoero! (怒りの決着！赤い大陸（レッドライン）を乗り越えろ！)                          | 7 de març de 2001      | 29 de maig de 2006         |

## Temporada 2:Banda Baroque(2001)
| #  | Nº en temporada | Títol en català | Data d'estrena al Japó | Data d'estrena a Catalunya |
| -- | --------------- | --- | ---------------------- | -------------------------- |
| 62 | 1               | El primer obstacle: la balena gegant Raboon Saisho no toride? Kyodai kujira Rabūn genru (最初の砦？巨大クジラ・ラブーン現る)                                       | 21 de març de 2001     | 30 de maig de 2006         |
| 63 | 2               | La promesa d'en Ruffy a la balena illa Otoko no yakusoku! Rufi to kujira saikai no chikai (男の約束！ルフィとクジラ再開の誓い)                                     | 21 de març de 2001     | 31 de maig de 2006         |
| 64 | 3               | Whisky Peak, la terra on els pirates són benvinguts Kaizoku kangei no machi? Uisukī Pīku jōriku (海賊歓迎の町？ウイスキーピーク上陸)                               | 15 d'abril de 2001     | 1 de juny de 2006          |
| 65 | 4               | La força dels tres sabres d'en Zoro contra la Banda Baroque Sakuretsu santōryū! Zoro VS Barokku Wākkusu! (炸裂三刀流！ゾロVSバロックワークス！)                    | 15 d'abril de 2001     | 2 de juny de 2006          |
| 66 | 5               | El duel inesperat entre el Ruffy i en Zoro Shinken shōbu! Rufi VS Zoro nazo no dai kettō! (真剣勝負！ルフィVSゾロ謎の大決闘！)                                     | 22 d'abril de 2001     | 5 de juny de 2006          |
| 67 | 6               | La fugida de la colla d'en Ruffy per salvar la reina Vivi Ōjo Bibi o todokero! Rufi kaizoku dan shukkō (王女ビビを届けろ！ルフィ海賊団出航)                        | 29 d'abril de 2001     | 6 de juny de 2006          |
| 68 | 7               | No et rendeixis, Koby! El gran esforç d'en Koby i en Helmeppo Ganbare Kobī! Kobimeppo kaigun funtōki (頑張れコビー！コビメッポ海軍奮闘記)                          | 13 de maig de 2001     | 7 de juny de 2006          |
| 69 | 8               | La determinació d'en Koby i en Helmeppo i el sentiment paternal del vicealmirall Kobimeppo no ketsui! Gāpu chūjō no oyagokoro (コビメッポの決意！ガープ中将の親心) | 20 de maig de 2001     | 8 de juny de 2006          |
| 70 | 9               | L'ombra que plana sobre l'illa prehistòrica de Little Garden Taiko no shima! Ritoru Gāden ni hisomu kage! (太古の島！リトルガーデンに潜む影！)                     | 27 de maig de 2001     | 9 de juny de 2006          |
| 71 | 10              | El gran duel entre els gegants Dorry i Brogy Dekkai kettō! Kyohei Dorī to Burogī (でっかい決闘！巨人ドリーとブロギー)                                              | 3 de juny de 2001      | 12 de juny de 2006         |
| 72 | 11              | En Ruffy s'enfada! Joc brut al duel sagrat! Rufi okoru! Seinaru kettō ni hiretsu na wana (ルフィ怒る！聖なる決闘に卑劣な罠)                                        | 17 de juny de 2001     | 13 de juny de 2006         |
| 73 | 12              | En Brogy clama victòria. La batalla per Elbaf Burogī shōri no gōkyū! Erubafu no kecchaku (ブロキー勝利の号泣！エルバフの決着)                                      | 24 de juny de 2001     | 14 de juny de 2006         |
| 74 | 13              | L'espelma perillosa. Llàgrimes de pena i de ressentiment Akuma no kyandoru! Munen no namida to okari no namida (魔のキャンドル！無念の涙と怒りの涙)                | 15 de juliol de 2001   | 15 de juny de 2006         |
| 75 | 14              | Els colors màgics de la paleta de colors ataquen en Ruffy Rufi o osō maryoku! Karāzu Torappu (ルフィを襲う魔力！カラーズトラップ)                                  | 12 d'agost de 2001     | 16 de juny de 2006         |
| 76 | 15              | El contraatac amb l'enginy de l'Ussop Iza hangeki! Usoppu no kiten to Kaenboshi! (いざ反撃！ウャプの機転と火炎星！)                                                | 19 d'agost de 2001     | 19 de juny de 2006         |
| 77 | 16              | Adéu a l'illa dels gegants, rumb a Alabasta Saraba kyojin no shima! Arabasuta o mezase (さらば巨人の島！アラバスタを目指せ)                                        | 19 d'agost de 2001     | 20 de juny de 2006         |

## Temporada 3:En Chopper a l'Illa de la Neu(2001)
| #  | Nº en la temporada | Títol en català | Data d'estrena al Japó | Data d'estrena a Catalunya |
| -- | ------------------ | --- | ---------------------- | -------------------------- |
| 78 | 1                  | Neva al mar i la Nami cau malalta Nami ga byōki? Umi ni furu yuki no mukō ni! (ナミが病気？海に降る雪の向こうに！)                                           | 26 d'agost de 2001     | 21 de juny de 2006         |
| 79 | 2                  | L'atac sorpresa d'en Wapol Bliking Kishū! Burikingu gō to Buriki no Waporu (奇襲！ブリキング号とブリキのワポル)                                              | 2 de setembre de 2001  | 22 de juny de 2006         |
| 80 | 3                  | Una illa sense metge? Aventura al país sense nom Isha no inai shima? Na mo naki kuni no bōken! (医者のいない島？名も無き国の冒険！)                          | 9 de setembre de 2001  | 23 de juny de 2006         |
| 81 | 4                  | Ets feliç? La metgessa bruixa Happi kai? Majō to yobareta isha (ハッピーかい？魔女と呼ばれた医者)                                                            | 16 de setembre de 2001 | 26 de juny de 2006         |
| 82 | 5                  | En Wapol torna a l'illa i en Dolton pren una determinació Doruton no kakugo! Waporu gundan shima ni jōriku (ドルトンの覚悟！ワポル軍団島に上陸)              | 7 d'octubre de 2001    | 27 de juny de 2006         |
| 83 | 6                  | L'ascensió a Rocadrum Yuki no sumu shima! Doramu Rokkī o nobore! (雪の住む島！ドラムロッキーを登れ！)                                                        | 7 d'octubre de 2001    | 28 de juny de 2006         |
| 84 | 7                  | El secret d'en Chopper, el ren del nas blau Tonakai wa ao hana! Choppā no himitsu (トナカイは青っ鼻！チョッパーの秘密)                                       | 21 d'octubre de 2001   | 29 de juny de 2006         |
| 85 | 8                  | El somni del curandero Hiruluk Hamidashimono no yume! Yabu isha Hiruruku! (はみだし者の夢！やぶ医者ヒルルク！)                                               | 28 d'octubre de 2001   | 30 de juny de 2006         |
| 86 | 9                  | El somni d'en Hiruluk es manté viu! Hiruruku no sakura to uketsuga re yuku ishi! (トヒルルクの桜と受け継がれゆく意志！)                                      | 4 de novembre de 2001  | 3 de juliol de 2006        |
| 87 | 10                 | Lluita contra en Wapol, el poder de la fruita Baku-Baku VS Waporu gundan! Baku Baku no Mi no nōryoku! (ＶＳワポル軍団！バクバクの実の能力)                   | 11 de novembre de 2001 | 4 de juliol de 2006        |
| 88 | 11                 | Les set habilitats d'en Chopper Zoan Akuma no Mi! Choppā shichidan hengei (動物系悪魔の実！チョッパー七段変形)                                               | 18 de novembre de 2001 | 5 de juliol de 2006        |
| 89 | 12                 | Quan s'acabi la tirania, la bandera de la fe s'alçarà per sempre Ōkoku no shihai owaru toki! Shinnen no hata wa eien ni (王国の支配終る時！信念の旗は永遠に) | 25 de novembre de 2001 | 6 de juliol de 2006        |
| 90 | 13                 | Els cirerers florits d'en Hiruluk, el miracle de Drum Hiruruku no sakura! Doramu Rokkī no kiseki (ヒルルクの桜！ドラムロッキーの奇跡)                        | 2 de desembre de 2001  | 7 de juliol de 2006        |
| 91 | 14                 | Adéu, illa de Drum! Em faig a la mar! Sayounara Doramu-jima! Boku wa umi e deru! (さようならドラム島！僕は海へ出る！)                                        | 9 de desembre de 2001  | 10 de juliol de 2006       |
| 92 | 15                 | L'heroi d'Alabasta i la ballarina de bord Arabasta no eiyū to senjō no barerīna (アラバスタの英雄と船上のバレリーナ)                                         | 9 de desembre de 2001  | 11 de juliol de 2006       |

## Temporada 4:Alabasta(2001–2002)
| #   | Nº en la temporada | Títol en català | Data d'estrena al Japó | Data d'estrena a Catalunya |
| --- | ------------------ | --- | ---------------------- | -------------------------- |
| 93  | 1                  | L'arribada al país de la sorra! La pols que porta pluja i rebel·lions Iza sabaku no kuni e! Ame o yobu kona to hanran gun (いざ砂漠の国へ！雨を呼ぶ粉と反乱軍)   | 16 de desembre de 2001 | 12 de juliol de 2006       |
| 94  | 2                  | Els bons es tornen a trobar! L'Ace, puny de foc! Gōketsu tachi no saikai! Yatsu no na wa hiken no Ēsu (豪傑達の再会！奴の名は火拳のエース)                       | 23 de desembre de 2001 | 13 de juliol de 2006       |
| 95  | 3                  | Els germans Ace i Ruffy Ēsu to Rufi! Atsuki omoi to kyōdai no kizuna (エースとルフィ！熱き想いと兄弟の絆)                                                        | 6 de gener de 2002     | 14 de juliol de 2006       |
| 96  | 4                  | Erumalu, la ciutat verda, i els Dugongs Midori no machi no Erumaru to Kun Fū jugon! (緑の町のエルマルとクンフージュゴン！)                                       | 13 de gener de 2002    | 17 de juliol de 2006       |
| 97  | 5                  | Aventura al país de la sorra, el mal que plana sobre el desert Suna no kuni no bōken! Ennetsu no daichi ni sumu mamono (砂の国の冒険！炎熱の大地に棲む魔物)      | 20 de gener de 2002    | 18 de juliol de 2006       |
| 98  | 6                  | Els pirates del desert Sabaku no kaizoku dan tōjō! Jiyū ni ikiru otoko tachi (砂漠の海賊団登場！自由に生きる男達)                                                | 27 de gener de 2002    | 19 de juliol de 2006       |
| 99  | 7                  | Kamyu, el cor d'un guerrer o l'orgull d'un mentider Nise mono no iji! Kokoro no hanran gun Kamyu (ニセモノの意地！心の反乱軍カミュ)                              | 3 de febrer de 2002    | 20 de juliol de 2006       |
| 100 | 8                  | Koza, el guerrer de l'exèrcit rebel, i la seva promesa la Vivi Kanran gun senshi Kohza! Bibi ni chikatta yume! (反乱軍戦士コーザ！ビビに誓った夢！)              | 10 de febrer de 2002   | 21 de juliol de 2006       |
| 101 | 9                  | El duel de l'Ace contra l'Escorpí Kagerō no kettō! Ēsu vs. otoko Sukōpion (陽炎の決闘！エースＶＳ男スコーピオン)                                                 | 17 de febrer de 2002   | 24 de juliol de 2006       |
| 102 | 10                 | Perduts a les ruïnes, la Vivi, l'amistat i un model de país nou Iseki to maigo! Bibi to nakama to kuni no katachi (遺跡と迷子！ビビと仲間と国のかたち)           | 24 de febrer de 2002   | 25 de juliol de 2006       |
| 103 | 11                 | Renió d'oficials al Café de les Aranyes a les 8 Supaidāsu Kafe ni hachiji teki kanbu shūgō (スパイダースカフェに８時敵幹部集合)                                  | 3 de març de 2002      | 26 de juliol de 2006       |
| 104 | 12                 | En Ruffy contra la Vivi, la promesa de companys de tripulació Rufi vs. Bibi! Nakama ni kakeru namida no chikai (ルフィＶＳビビ！仲間に賭ける涙の誓い)            | 10 de març de 2002     | 27 de juliol de 2006       |
| 105 | 13                 | La guerra d'Alabasta. La ciutat dels somnis i la base pluvial Arabasuta sensen! Yume no machi Reinbēsu (アラバスタ戦線！夢の町レインベース)                      | 17 de març de 2002     | 28 de juliol de 2006       |
| 106 | 14                 | La trampa del Casino Pluja Zettaizetsumei no wana! Rein Dinēsu totsunyū (絶体絶命の罠！レインディナーズ突入)                                                     | 24 de març de 2002     | 31 de juliol de 2006       |
| 107 | 15                 | Comencen l'Operació Utopia i la rebel·lió Yūtopia sakusen hatsudō! Ugokidashi ta hanran (ユートピア作戦発動！動き出した反乱)                                     | 14 d'abril de 2002     | 1 d'agost de 2006          |
| 108 | 16                 | El perillós cocodril banana i el príncep blau Kyōfu no Bananawani to Misutā Purinsu (恐怖のバナナワニとミスタープリンス)                                         | 21 d'abril de 2002     | 2 d'agost de 2006          |
| 109 | 17                 | La clau per a l'escapada i la pilota Doru-Doru Gyakuten dai dasshutsu e no kagi! Doru Doru Bōru! (逆転大脱出への鍵！ドルドルボール！)                            | 28 d'abril de 2002     | 3 d'agost de 2006          |
| 110 | 18                 | En Ruffy contra en Crocodile, la batalla sense compassió Jou muyō no shitō! Rufi vs Kurokodairu (情無用の死闘！ルフィVSクロコダイル)                             | 5 de maig de 2002      | 4 d'agost de 2006          |
| 111 | 19                 | Cursa per un miracle i els animals d'Alabasta Kiseki e no shissō! Arabasuta doubutsu rando (奇跡への疾走！アラバスタ動物ランド)                                  | 12 de maig de 2002     | 7 d'agost de 2006          |
| 112 | 20                 | Batalla decisiva a Alubarna, l'exèrcit rebel contra l'exèrcit del rei Hanran gun vs kokuō gun! Kessen wa Arubāna! (反乱軍ＶＳ国王軍！決戦はアルバーナ！)         | 19 de maig de 2002     | 8 d'agost de 2006          |
| 113 | 21                 | La lluita heroica d'en Calu per la trista Alubarna Nageki no Arubāna! Gekitō Karū taichō! (嘆きのアルバーナ！激闘カルー隊長！)                                   | 2 de juny de 2002      | 9 d'agost de 2006          |
| 114 | 22                 | Duel al Mont Talp, la injúria al somni de la tripulació Nakama no yume ni chikau! Kettō mogura tsuka 4 ban gai (仲間の夢に誓う！決闘モグラ塚４番街)              | 9 de juny de 2002      | 10 d'agost de 2006         |
| 115 | 23                 | El gran muntatge d'en Mr. 2, Bonkure Hon nichidai kōkai! Mane Mane Montāju! (本日大公開！マネマネモンタージュ！)                                                 | 16 de juny de 2002     | 11 d'agost de 2006         |
| 116 | 24                 | L'art del ballet i de la boxa, lluita contra un amic Nami ni henshin! Bon Kurē renpatsu Batae Kenpo (友に(ナミ)変身！ボンクレ－連発バタエ拳法)                   | 23 de juny de 2002     | 14 d'agost de 2006         |
| 117 | 25                 | El Climatac, l'arma climàtica de la Nami Nami no senpū chūihō! Kurima Takuto sakuretsu (ナミの旋風注意報！クリマタクト炸裂)                                      | 30 de juny de 2002     | 15 d'agost de 2006         |
| 118 | 26                 | El secret de la família reial, la mil·lenària arma Plutó Ōke ni tsutawaru himitsu! Kodai heiki Puruton (王家に伝わる秘密！古代兵器プルトン)                      | 14 de juliol de 2002   | 16 d'agost de 2006         |
| 119 | 27                 | El secret d'un gran espadatxí, el poder de tallar acer amb el sabre Gōken no gokui! Kōtetsu o kiru chikara to mono no kokyū (豪剣の極意！鋼鉄を斬る力と物の呼吸) | 21 de juliol de 2002   | 17 d'agost de 2006         |
| 120 | 28                 | En Koza alça la bandera blanca, final de la batalla Tatakai wa owatta! Kōza ga kakage ta shiroi hata (戦いは終わった！コーザが掲げた白い旗)                      | 4 d'agost de 2002      | 18 d'agost de 2006         |
| 121 | 29                 | El retorn de l'heroi Bibi no koe no yukue! Eiyū wa maiori ta! (ビビの声の行方！英雄は舞い降りた！)                                                               | 11 d'agost de 2002     | 21 d'agost de 2006         |
| 122 | 30                 | Cocodril de sorra i Ruffy d'aigua. El duel de dos assalts Suna wani to mizu Rufi! Kettō 2 Raundo (砂ワニと水ルフィ！決闘第２ラウンド)                            | 18 d'agost de 2002     | 22 d'agost de 2006         |
| 123 | 31                 | En Ruffy corre cap a la tomba de la família reial Wanippoi! Ōke no haka e hashire Rufi! (ワニっぽい！王家の墓へ走れルフィ！)                                     | 25 d'agost de 2002     | 23 d'agost de 2006         |
| 124 | 32                 | El malson imminent i la base secreta de la banda Sand-Sand Akumu no toki semaru! Koko wa Suna Suna dan himitsu kichi (悪夢の時迫る！ここは砂砂団秘密基地)        | 1 de setembre de 2002  | 24 d'agost de 2006         |
| 125 | 33                 | En Pell, el déu guardià del regne Idai naru tsubasa! Waga na wa kuni no shugojin Peru (偉大なる翼！我が名は国の守護神ペル)                                       | 8 de setembre de 2002  | 25 d'agost de 2006         |
| 126 | 34                 | Victòria! La pluja torna a Alabasta Koe te iku! Arabasuta ni ame ga furu! (越えていく！アラバスタに雨が降る！)                                                   | 15 de setembre de 2002 | 28 d'agost de 2006         |
| 127 | 35                 | Adéu a les armes. Pirates i una mica de justícia Buki yo saraba! Kaizoku to ikutsuka no masayoshi (武器よさらば！海賊といくつかの正義)                           | 6 d'octubre de 2002    | 29 d'agost de 2006         |
| 128 | 36                 | El banquet dels pirates i el pla per escapar-se d'Alabasta Kaizoku tachi no utage to Arabasuta dasshutsu sakusen! (海賊たちの宴とアラバスタ脱出作戦！)           | 6 d'octubre de 2002    | 30 d'agost de 2006         |
| 129 | 37                 | La Vivi explica la seva aventura Hajimari wa ano hi! Bibi ga kataru bōken tan (始まりはあの日！ビビが語る冒険譚)                                                 | 20 d'octubre de 2002   | 31 d'agost de 2006         |
| 130 | 38                 | Fragància perillosa. La setena membre és la Nico Robin Kiken na kaori! Nana nin me wa Niko Robin! (危険な香り！七人目はニコ・ロビン！)                           | 27 d'octubre de 2002   | 1 de setembre de 2006      |

## Temporada 5:L'illa de les cabres i l'arc de Sant Martí(2002–2003)
| #   | Nº en temporada | Títol en català | Data d'estrena al Japó | Data d'estrena a Catalunya |
| --- | --------------- | --- | ---------------------- | -------------------------- |
| 131 | 1               | El primer pacient. L'anècdota de la ultrapíndola Hajimete no kanja! Ranburu Bōru hiwa (はじめての患者！ランブルボール秘話)                                                    | 3 de novembre de 2002  | 1 de gener de 2007         |
| 132 | 2               | La rebel·lió de l'oficial pel seu somni irrenunciable Kōkai shi no hanran! Yuzure nai yume no tame ni! (航海士の反乱！ゆずれない夢の為に！)                                   | 10 de novembre de 2002 | 2 de gener de 2007         |
| 133 | 3               | La recepta heretada. Sanji, el mestre del curri! Uketsugareru yume! Karē no tetsujin Sanji (受け継がれる夢！カレーの鉄人サンジ)                                               | 17 de novembre de 2002 | 3 de gener de 2007         |
| 134 | 4               | Te l'encendré jo! L'Usopp i la gran bola de focs artificials Sakase te mise masu! Otoko Usoppu hachi shaku dama (咲かせて見せます！男ウソップ八尺玉)                          | 24 de novembre de 2002 | 4 de gener de 2007         |
| 135 | 5               | L'antic caçapirates! Zoro, l'espadatxí errant Uwasa no kaizoku gari! Sasurai no kenshi Zoro (噂の海賊狩り！さすらいの剣士ゾロ)                                                | 1 de desembre de 2002  | 5 de gener de 2007         |
| 136 | 6               | En Zeny de l'Illa de les Cabres i el vaixell pirata de la muntanya Yagi no shima no Zenī to yama no naka no kaizoku sen! (ヤギの島のゼニィと山の中の海賊船！)                 | 8 de desembre de 2002  | 8 de gener de 2007         |
| 137 | 7               | Què et sembla, el negoci? El somni del prestador Zeny Mōkari makka? Kanekashi Zenī no yabō! (儲かりまっか？金貸しゼニィの野望！)                                              | 15 de desembre de 2002 | 9 de gener de 2007         |
| 138 | 8               | L'amagatall del tresor. El pirata Zeny a l'atac! Shima no otakara no yukue! Zenī kaizoku-dan shutsugeki! (島のお宝の行方！ゼニィ海賊団出撃！)                                 | 22 de desembre de 2002 | 10 de gener de 2007        |
| 139 | 9               | La llegenda de la boira de l'arc de Sant Martí! Henzo, el vell de l'illa Ruruka Niji shoku no kiri densetsu! Ruruka shima no rōjin Henzo (虹色の霧伝説！ルルカ島の老人ヘンゾ) | 5 de gener de 2003     | 11 de gener de 2007        |
| 140 | 10              | Els habitants de la terra immortal. Els pirates de la carbassa Eien no kuni no jūnin! Panpukin kaizoku-dan! (永遠の国の住人！パンプキン海賊団！)                              | 12 de gener de 2003    | 12 de gener de 2007        |
| 141 | 11              | Vull tornar a casa! Perduts al cementiri dels vaixells Kokyō e no omoi! Dasshutsu funō no kaizoku hakaba! (故郷への想い！ 脱出不能の海賊墓場！)                               | 19 de gener de 2003    | 15 de gener de 2007        |
| 142 | 12              | Confusió i lluita inevitable. L'ambició d'en Wetton i la Torre Irisada Ransen hisshi! Wetton yabō to niji no tō (乱戦必死！ウェットン野望と虹の塔)                            | 26 de gener de 2003    | 16 de gener de 2007        |
| 143 | 13              | Comença la llegenda, més enllà de la boira Soshite densetsu ga hajimaru! Iza niji no kanata he (そして伝説が始まる! いざ虹の彼方へ)                                           | 2 de febrer de 2003    | 17 de gener de 2007        |

## Temporada 6:Skypea(2003–2004)
| #   | Nº en temporada | Títol | Data d'estrena al Japó | Data d'estrena a Catalunya |
| --- | --------------- | --- | ---------------------- | -------------------------- |
| 144 | 1               | Direcció inaudita - En Masira, el rei del reflotament Hajimete no kanja! Ranburu Bōru hiwa (はじめての患者！ランブルボール秘話)                                                        | 9 de febrer de 2003    | 18 de gener de 2007        |
| 145 | 2               | Apareix un monstre! - No us acosteu als pirates d'en Barba Blanca Hajimete no kanja! Ranburu Bōru hiwa (はじめての患者！ランブルボール秘話)                                            | 16 de febrer de 2003   | 19 de gener de 2007        |
| 146 | 3               | Mock Town, la ciutat on els somnis no existeixen Yume o miru na! Azakeri no machi Mokkutaun! (夢を見るな！ 嘲りの街モックタウン！)                                                     | 23 de febrer de 2003   | 22 de gener de 2007        |
| 147 | 4               | Els millors pirates! - L'home que va explicar el seu somni i el rei de la recerca Kaizoku no takami! Yume o kataru otoko to kaitei tansaku ō (海賊の高み！ 夢を語る男と海底探索王)     | 9 de març de 2003      | 23 de gener de 2007        |
| 148 | 5               | La família llegendària - En Norland, el mentider Densetsu no ichizoku! "Usotsuki Nōrando" (伝説の一族！「うそつきノーランド」)                                                         | 16 de març de 2003     | 24 de gener de 2007        |
| 149 | 6               | Rumb al cel! - A caçar l'ocell del sud Kumo kaji itsu poi! Sausu Bādo woae (雲舵 いつぽい!サウスパードをあえ)                                                                          | 23 de març de 2003     | 25 de gener de 2007        |
| 150 | 7               | Els somnis no es fan realitat? - En Bellamy contra l'aliança Saruyama Gensō ha kanawa nai!? Bellamy vs. Saruyama rengō (幻想は叶わない！？ ベラミ－ＶＳ猿山連合)                       | 13 d'abril de 2003     | 26 de gener de 2007        |
| 151 | 8               | L'home dels 100 milions de bellys - El poder més fort del món i el pirata Barba Negra Ichioku no otoko! Sekai saikō kenryoku to kaizoku Kurohige (一億の男！ 世界最高権力と海賊黒ひげ) | 20 d'abril de 2003     | 29 de gener de 2007        |
| 152 | 9               | Agafarem el corrent del Knock Up! - El vaixell navega cap al cel Fune wa sora o yuku! Tsukiageru Nokku Appu Sutorīmu (船は空をゆく！ 突き上げる海流に乗れ(ノックアップストリーム))     | 27 d'abril de 2003     | 30 de gener de 2007        |
| 153 | 10              | Som al mar dels núvols! El cavaller del cel i la porta del paradís Koko wa sora no umi! Sora no kishi to tengoku nomon (ここは空の海！ 空の騎士と天国の門)                             | 4 de maig de 2003      | 31 de gener de 2007        |
| 154 | 11              | Skypiea, la terra del deú! Àngels al núvol platja Kami no kuni Sukaipia! Kumo no nagisa no tenshi tachi (神の国スカイピア！ 雲の渚の天使たち)                                          | 11 de maig de 2003     | 1 de febrer de 2007        |
| 155 | 12              | El santuari prohibit! La terra on viu el déu Kindan no seichi! Kami no sumu shima to ten no sabaki! (禁断の聖地！神の住む島と天の裁き！)                                               | 18 de maig de 2003     | 2 de febrer de 2007        |
| 156 | 13              | Som criminals? Els guardians de la llei a Skypia Hayaku mo hanzai sha!? Sukaipia no hō no bannin (早くも犯罪者！？ スカイピアの法の番人)                                               | 25 de maig de 2003     | 5 de febrer de 2007        |
| 157 | 14              | Es podran escapar? El judici diví ha començat Dasshutsu naru ka!? Ugoki hajime ta Kami no shiren! (脱出なるか！？動きはじめた神の試練！)                                               | 15 de juny de 2003     | 6 de febrer de 2007        |
| 158 | 15              | Trampa a Lovely Street! L'omnipotent déu Eneru Roberī toori no wana! Zennō naru Goddo Eneru (ラブリー通りの罠！ 全能なる神(ゴッド)エネル)                                              | 22 de juny de 2003     | 7 de febrer de 2007        |
| 159 | 16              | Endavant, Corb! A l'altar del sacrifici! Susume karasu maru! Ikenie no saidan o mezase (すすめカラス丸！ 生贄の祭壇を目指せ)                                                           | 6 de juliol de 2003    | 8 de febrer de 2007        |
| 160 | 17              | 10% de probabilitats de sobreviure. El mestre dels mantres, el sacerdot Satori Seizon ritsu 10%! Mantora tsuna dukai no Satori! (生存率10％！心綱(マントラ)使いのサトリ！)             | 13 de juliol de 2003   | 9 de febrer de 2007        |
| 161 | 18              | El judici de la bola! Lluita desesperada al bosc perdut "Dama no shiren" no kyōi! Mayoi no mori no shitō (「玉の試練」の脅威！迷いの森の死闘)                                          | 20 de juliol de 2003   | 12 de febrer de 2007       |
| 162 | 19              | En Chopper corre perill! L'antic déu contra el sacerdot Shura Choppā ayaushi! Moto Kami vs. shinkan Shura (チョッパー危うし！元神VS神官シュラ)                                         | 3 d'agost de 2003      | 13 de febrer de 2007       |
| 163 | 20              | Quin misteri! El judici de la corda i l'amor? Makafushigi! Himo no shiren to koi no shiren!? (摩訶不思議！紐の試練と恋の試練！？)                                                      | 10 d'agost de 2003     | 14 de febrer de 2007       |
| 164 | 21              | Protegiu la nostra terra! Wiper, el guerrer! Shandora no akari o se! Senshi Waipā (シャンドラの灯を燈せ！ 戦士ワイパー」)                                                              | 17 d'agost de 2003     | 15 de febrer de 2007       |
| 165 | 22              | Jaya, l'illa de l'or, és al cel! Tots cap al santuari sagrat! Tenkū no ōgon sato Jaya! Mezase Kami no sha! (天空の黄金郷ジャヤ！ 目指せ神の社！)                                       | 24 d'agost de 2003     | 16 de febrer de 2007       |
| 166 | 23              | La revetlla de l'or i l'adoració del Vearth Ōgon zenyasai! "Vasu" e no omoi! (黄金前夜祭！「ヴァス」への想い！)                                                                        | 7 de setembre de 2003  | 19 de febrer de 2007       |
| 167 | 24              | L'aparició del déu Eneru! El matí dels supervivents Goddo Eneru tōjō!! Ikinokori e no aubade (神(ゴッド)エネル登場!!生き残りへの夜明曲(オーバード))                                    | 21 de setembre de 2003 | 20 de febrer de 2007       |
| 168 | 25              | La serp gegant! Comença el joc de la supervivència Kiba muku uwabami! Tsui ni hajimaru sabaibaru gēmu (牙むく大蛇(うわばみ)！遂に始まる生き残り合戦(サバイバルゲーム))                 | 12 d'octubre de 2003   | 21 de febrer de 2007       |
| 169 | 26              | La determinació del guerrer Wiper Sutemi no Rijekuto! "Senki" Waipā no kakugo (捨て身の排撃(リジエクト)！『戦鬼』ワイパーの覚悟)                                                       | 19 d'octubre de 2003   | 22 de febrer de 2007       |
| 170 | 27              | Batalla ferotge al cel! El pirata Zoro contra el guerrer Braham Kūchū no gekisen! Kaizoku Zoro VS senshi Burahamu (空中の激戦！海賊ゾロＶＳ戦士ブラハム)                               | 19 d'octubre de 2003   | 23 de febrer de 2007       |
| 171 | 28              | El bazuca de flames! En Ruffy contra el diable lluitador Wiper Unaru nenshō hō!! Rufi VS Senki Waipā (唸る燃焼砲!! ルフィＶＳ戦鬼ワイパー)                                             | 26 d'octubre de 2003   | 26 de febrer de 2007       |
| 172 | 29              | El judici del pantà! En Chopper contra el sacerdot Gedatsu Kūchū no gekisen! Kaizoku Zoro VS senshi Burahamu (空中の激戦！海賊ゾロＶＳ戦士ブラハム)                                    | 2 de novembre de 2003  | 27 de febrer de 2007       |
| 173 | 30              | El poder inigualable! Es descobreix la veritat sobre l'Eneru Muteki no nōryoku! Akasa reru Eneru no shōtai (無敵の能力！ 明かされるエネルの正体)                                       | 9 de novembre de 2003  | 28 de febrer de 2007       |
| 174 | 31              | La ciutat fantasma! Les restes de la gran Shandra Maboroshi no to! Yūdai naru Shandora no iseki!! (幻の都！ 雄大なるシャンドラの遺跡！！)                                              | 16 de novembre de 2003 | 1 de març de 2007          |
| 175 | 32              | En Chopper contra el sacerdot Ohm! 0% de probabilitats de supervivència Seizon ritsu 0%!! Choppā VS shinkan Ōmu (生存率０%!! チョッパーVS神官オーム)                                   | 21 de desembre de 2003 | 2 de març de 2007          |
| 176 | 33              | Jaianto Jakku o nobore!! Jōsō iseki no shitō (“巨大豆蔓”(ジャイアントジャック)を登れ！！ 上層遺跡の死闘)                                                                               | 4 de gener de 2004     | 5 de març de 2007          |
| 177 | 34              | El judici del ferro! Combat a mort a la gàbia de filat espinós Tetsu no shiren no shinkocchō! Shiroibara desumacchi!! (鉄の試練の真骨頂！白荊デスマッチ！！)                           | 18 de gener de 2004    | 6 de març de 2007          |
| 178 | 35              | Atac mortífer! En Zoro contra el sacerdot Ohm Hotobashiru zangeki! Zoro VS shinkan Ōmu!! (ほとばしる斬撃！ゾロvs神官オーム！！)                                                        | 25 de gener de 2004    | 7 de març de 2007          |
| 179 | 36              | L'antic temple s'ensorra! El quintet de la final! Kuzure yuku jōsō iseki! Finare heno kuintetto!! (崩れゆく上層遺跡！終曲(フィーメール)への五重奏(クインテット)！！)                   | 1 de febrer de 2004    | 8 de març de 2007          |
| 180 | 37              | Gran demostració a les ruïnes de Shandra! L'objectiu del déu Eneru Kodai iseki no taiketsu! Goddo Eneru no mokuteki!! (古代遺跡の対決！ 神(ゴッド)エネルの目的！！)                    | 8 de febrer de 2004    | 9 de març de 2007          |
| 181 | 38              | Viatge a la terra eterna! La nau Màxim Hagiri nai daichi heno Fearī Vasu - Hakobune Makushimu!! (限りない大地への野望(フェアリーヴァス) 方舟マクシム！！)                              | 15 de febrer de 2004   | 12 de març de 2007         |
| 182 | 39              | L'enfrontament del pirata Ruffy contra el déu Eneru! Tsuini gekitotsu! Kaizoku Rufi VS Goddo Eneru!! (に激突！ 海賊ルフィvs神(ゴッド)エネル！！)                                       | 22 de febrer de 2004   | 13 de març de 2007         |
| 183 | 40              | El Màxim s'enlaira! Comença l'operació Dèspia Makushimu fujō! Ugoki hajime ta Desupia!! (マクシム浮上！ 動き始めたデスピア！！)                                                        | 29 de febrer de 2004   | 14 de març de 2007         |
| 184 | 41              | Cau en Ruffy! El judici diví i l'esperança de la Nami Rufi rakka! Kami no sabaki to Nami no nozomi!! (ルフィ落下！ 神の裁きとナミの望み！！)                                           | 7 de març de 2004      | 15 de març de 2007         |
| 185 | 42              | En Sanji i l'Usopp es desperten! Operació rescat amb la flama de l'amor Mezame ta ni nin! Moeru koi no kyūshutsu zensen!! (目覚めた二人！燃える恋の救出前線！！)                       | 14 de març de 2004     | 16 de març de 2007         |
| 186 | 43              | L'operació Dèspia continua! S'acosta la desaparició d'Skypea Zetsubō e no Kapuriccho - Semari kuru sora tō no shōmetsu!! (絶望への狂想曲(カプリッチョ) 迫り来る空島の消滅！！)         | 21 de març de 2004     | 19 de març de 2007         |
| 187 | 44              | Guiats pel so de la campana! La història del gran guerrer i del gran aventurer Kane no oto no michibiki! Dai senshi to tanken ka no monogatari (鐘の音の導き！大戦士と探検家の物語)    | 28 de març de 2004     | 20 de març de 2007         |
| 188 | 45              | Es trenca el malefici! Les llàgrimes del gran guerrer Jubaku kara no kaihō! Dai senshi ga nagashi ta namida!! (呪縛からの解放！大戦士が流した涙！！)                                   | 28 de març de 2004     | 21 de març de 2007         |
| 189 | 46              | Amistat eterna! La campana de les promeses que toca per damunt l'oceà Eien no shinyū! Dai unabara ni hibiku chikai no kane!! (永遠の親友！大海原に響く誓いの鐘！！)                    | 4 d'abril de 2004      | 22 de març de 2007         |
| 190 | 47              | L'illa de l'àngel desapareix! La terrible esfera de llamps Enjerushima shōmetsu! Raigō mukae kōrin no kyōfu!! (エンジェル島消滅！雷迎降臨の恐怖！！)                                   | 25 d'abril de 2004     | 23 de març de 2007         |
| 191 | 48              | Carbassera gegant a terra! L'última oportunitat d'escapar Jaianto Jakku o taose! Dasshutsu e no saigo no nozomi (巨大豆蔓(ジャイアントジャック)を倒せ！脱出への最後の望み)             | 2 de maig de 2004      | 26 de març de 2007         |
| 192 | 49              | Miracle al país del déu! El cant de l'illa que va arribar fins als àngels Kami no kuni no kiseki! Tenshi ni todoi ta Rabu Songu!! (神の国の奇跡！天使に届いた島の歌声(ラブソング)！！) | 9 de maig de 2004      | 27 de març de 2007         |
| 193 | 50              | El final de la batalla! L'orgull de Shandra ressona a la llunyania Tatakai no shūen! Tooku narihibiku hokori takaki Fantajia (戦いの終焉！遠く鳴り響く誇り高き幻想曲(ファンタジア))    | 23 de maig de 2004     | 28 de març de 2007         |
| 194 | 51              | Fins aquí hem arribat! El fil de la història del ponegrif Ware koko ni itaru! Pōneguripfu no honbun ga tsumugu mono (我ここに至る！歴史の本文(ポーネグリプ)が紡ぐもの)                 | 6 de juny de 2004      | 29 de març de 2007         |
| 195 | 52              | Cap a la mar blava Iza aomi e!! Omoi ga orinasu saishū gakushō (いざ青海へ！！想いが織りなす最終楽章)                                                                                  | 13 de juny de 2004     | 30 de març de 2007         |

## Temporada 7:L'Armada i els Pirates d'en Foxy(2004–2005)
| #   | Nº en temporada | Títol en català | Data d'estrena al Japó | Data d'estrena a Catalunya |
| --- | --------------- | --- | ---------------------- | -------------------------- |
| 196 | 1               | Alerta, alerta! Ens ha envaït un vaixell pirata Hijō jitai hatsurei! Akumei takaki kaizoku sen sennyū! (非常事態発令！悪名高き海賊船潜入！)                                                                | 20 de juny de 2004     | 12 de setembre de 2007     |
| 197 | 2               | Sanji, el cuiner, demostra el seu talent al menjador de l'armada Ryōri jin Sanji! Kaigun shokudō de shinka hakki! (料理人サンジ！海軍食堂で真価発揮！)                                                     | 4 de juliol de 2004    | 13 de setembre de 2007     |
| 198 | 3               | La captura d'en Zoro i l'operació d'urgència d'en Chopper Toraware ta Zoro to Choppā kinkyū shittō! (囚われたゾロとチョッパー緊急執刀！)                                                                   | 11 de juliol de 2004   | 17 de setembre de 2007     |
| 199 | 4               | L'Armada estreny posicions! Segon membre de la tripulació capturat Hagaru kaigun no sōsa mō! Toraware ta ni nin me! (迫る海軍の捜査網！囚われた二人目！)                                                   | 18 de juliol de 2004   | 18 de setembre de 2007     |
| 200 | 5               | La tenacitat d'en Ruffy i en Sanji i la seva gran operació de rescat Kesshi no Rufi to Sanji! Kyūshutsu dai sakusen! (決死のルフィとサンジ！救出大作戦！)                                                  | 8 d'agost de 2004      | 19 de setembre de 2007     |
| 201 | 6               | La unitat de tempesta de foc passa a l'acció. La batalla sobre el pont Nekketsu tokubetsu butai sansen! Burijji kōbōsen! (熱血特別部隊参戦！ブリッジ攻防戦！)                                              | 5 de setembre de 2004  | 20 de setembre de 2007     |
| 202 | 7               | Trenquem el cordó de l'armada i recuperem el Going Merry! Houi mō toppa! Dakkan Goingu Merī Gō (包囲網突破！奪還ゴーイングメリー号)                                                                        | 12 de setembre de 2004 | 24 de setembre de 2007     |
| 203 | 8               | El vaixell pirata s'esfuma. Batalla a la fortalesa, segon assalt Kie ta kaizoku sen! Yōsai kōbō dai 2 raundo (消えた海賊船！要塞攻防第2ラウンド)                                                           | 19 de setembre de 2004 | 25 de setembre de 2007     |
| 204 | 9               | Operació per recuperar l'Or i el Waver Ōgon dakkan sakusen to Ueibā kaishuu sakusen! (黄金奪還作戦とウエイバー回収作戦！)                                                                                  | 3 d'octubre de 2004    | 26 de setembre de 2007     |
| 205 | 10              | Atrapeulos a tots amb una xarxa! L 'astut pla secret d'en Jonathan Ichimōdajin keikaku! Jonasan jishin no hisaku (一網打尽計画！ジョナサン自信の秘策)                                                      | 3 d'octubre de 2004    | 1 d'octubre de 2007        |
| 206 | 11              | Adeú a la fortalesa de l'Armada! L'enfrontament final abans de la fugida Saraba kaigun yōsai! Dasshutsu e no saigo no kōbō (さらば海軍要塞！脱出への最後の攻防)                                            | 10 d'octubre de 2004   | 2 d'octubre de 2007        |
| 207 | 12              | La gran aventura a Long Ring Long Land Ronguringu rongurando no dai bōken! (ロングリングロングランドの大冒険!)                                                                                             | 31 d'octubre de 2004   | 3 d'octubre de 2007        |
| 208 | 13              | Els pirates d'en Foxy i el Davy Black Fight Fokushi kaizoku dan to Dēbī Bakku! (フォクシー海賊団とデービーバック！)                                                                                        | 7 de novembre de 2004  | 4 d'octubre de 2007        |
| 209 | 14              | La primera prova: la cursa donut al voltant de l'illa Dai ichi kaisen! Gururi isshū Dōnatsu Rēsu (第一回戦！ぐるり一周ドーナツレース)                                                                      | 14 de novembre de 2004 | 8 d'octubre de 2007        |
| 210 | 15              | Foxy, el guineu platejada, i el seu reguitzell de trampes! Gin Gitsune no Fokushi! Mōretsu bōgai kōsei (銀ギツネのフォクシー！猛烈妨害攻勢)                                                                | 21 de novembre de 2004 | 9 d'octubre de 2007        |
| 211 | 16              | Segona prova: el ring grogui Fai ni kaisen! Buchi kome Gurokkī Ringu (第二回戦！ブチ込めグロッキーリング)                                                                                                  | 7 de novembre de 2004  | 10 d'octubre de 2007       |
| 212 | 17              | Pluja de targetes vermelles! Reddo Kādo renpatsu! Gurokkī Ringu (レッドカード連発！グロッキーリング) | 14 de novembre de 2004 | 11 d'octubre de 2007       |
| 213 | 18              | Tercera prova: roda que roda a la cursa de patins Dai san kaisen! Guru guru Rorrā Rēsu! (第三回戦! ぐるぐるローラーレース!)                                                                                | 12 de desembre de 2004 | 15 d'octubre de 2007       |
| 214 | 19              | Una cursa emocionant i sensacional. La volta final Hakunetsu Rēsu! Saishū raundo totsunyū! (白熱爆走レース! 最終ラウンド突入!)                                                                             | 7 de novembre de 2004  | 16 d'octubre de 2007       |
| 215 | 20              | El salvatge i acalorat joc de matar els pirates Unaru nekkyū gōkyū! Kaizoku Dojjibōru! (うなる熱球剛球! 海賊ドッジボール!)                                                                                 | 14 de novembre de 2004 | 17 d'octubre de 2007       |
| 216 | 21              | Pica-paret al penya-segat Dangai no kessen! Daruma-san ga koron da! (断崖の決戦! だるまさんがころんだ!) | 9 de gener de 2005     | 18 d'octubre de 2007       |
| 217 | 22              | El combat final! La lluita entre els dos capitans Kyaputen taiketsu! Saishū sen konbatto! (キャプテン対決! 最終戦コンバット!)                                                                              | 16 de gener de 2005    | 22 d'octubre de 2007       |
| 218 | 23              | L'atac de raig gandul definitiu contra l'invulnerable Ruffy! Zenkai Noro Noro Kōgeki vs Fujimi no Rufi (全開ノロノロ攻撃VS不死身のルフィ)                                                                  | 23 de gener de 2005    | 23 d'octubre de 2007       |
| 219 | 24              | La lluita intensa i ferotge de la fatídica batalla final Sōzetsu Nettō Konbatto! Unmei no Saishū Ketchaku! (壮絶熱闘コンバット!運命の最終決着)                                                             | 30 de gener de 2005    | 24 d'octubre de 2007       |
| 220 | 25              | Perduda? Robada? Qui ets tu? Ushinatta? Ubawareta? Omae wa Dare da? (失った?奪われた?おまえはだれだ?) | 6 de febrer de 2005    | 25 d'octubre de 2007       |
| 221 | 26              | El noi misteriós del corn i la suposició de la Nico Robin Fude o Daita Nazo no Shōnen to Robin no Suiri! (笛を抱いた謎の少年とロビンの推理)                                                                | 13 de febrer de 2005   | 29 d'octubre de 2007       |
| 222 | 27              | Els pirates van a l'illa a recuperar la memòria Iza Kioku o Dakkan seyo! Kaizokudan Shima ni Jōriku (いざ記憶を奪還せよ!海賊団島に上陸)                                                                    | 20 de febrer de 2005   | 30 d'octubre de 2007       |
| 223 | 28              | En Zoro desembeina els sabres i una bèstia entra en acció Kiba o Muku Zoro! Tachihadakatta Yajū (牙をむくゾロ!立ちはだかった野獣!)                                                                         | 27 de febrer de 2005   | 31 d'octubre de 2007       |
| 224 | 29              | L'atac final del lladre de records revela com és en realitat Honsei o Arawashita Kioku Dorobō no Saigo no Gyakushū (本性を現した記憶泥棒の最後の逆襲!)                                                     | 6 de març de 2005      | 1 de novembre de 2007      |
| 225 | 30              | Un home amb orgull. En Foxy, el guineu platejada Hokori Takaki Otoko! Gin Gitsune no Fokushī (誇り高き男!銀ギツネのフォクシー)                                                                             | 13 de març de 2005     | 5 de novembre de 2007      |
| 226 | 31              | Un paio pràcticament invencible? L'home més perillós del món? Mottomo Muteki ni Chikai Yatsu? To Mottomo Kiken na Otoko! (最も無敵に近い奴?と最も危険な男!)                                                | 20 de març de 2005     | 6 de novembre de 2007      |
| 227 | 32              | El gran almirall Aokiji del quarter general de l'armada. L'Amenaça d'una de les habilitats per lluitar més poderosa Kaigun Hombu Taishō Aokiji! Saikō Senryoku no Kyōi (海軍本部大将青キジ!最高戦力の脅威) | 27 de març de 2005     | 7 de novembre de 2007      |
| 228 | 33              | El duel entre Goma i Gel - En Ruffy Vs. Aokiji Gomu to Koori no Ikkiuchi! Rufi VS Aokiji! (ゴムと氷の一騎打ち!ルフィVS青キジ)                                                                              | 27 de març de 2005     | 8 de novembre de 2007      |

## Temporada 8:Water Seven(2005–2006)
| #   | Nº en temporada | Títol en català | Data d'estrena al Japó | Data d'estrena a Catalunya |
| --- | --------------- | --- | ---------------------- | -------------------------- |
| 229 | 1               | El tren llampec i Water 7, la ciutat de l'aigua Shissō umi ressha to mizu no miyako Uōtā Seven (疾走海列車と水の都ウォーターセブン)                                                     | 17 d'abril de 2005     | 12 de novembre de 2007     |
| 230 | 2               | Aventura a l'illa de l'aigua. Cap a les drassanes gegants Suijō toshi no bōken! Mezase kyodai sōsen kōjō (水上都市の冒険!目指せ巨大造船工場)                                            | 24 d'abril de 2005     | 13 de novembre de 2007     |
| 231 | 3               | La família Franky i el senyor Iceberg Furankī ikka to Aisubāgu-san (フランキー一家とアイスバーグさん)                                                                                   | 1 de maig de 2005      | 14 de novembre de 2007     |
| 232 | 4               | Galley La Company. El gran moll 1 Garēra Kanpanī! Soukan ichiban Dokku (ガレーラカンパニー!壮観一番ドック)                                                                              | 15 de maig de 2005     | 15 de novembre de 2007     |
| 233 | 5               | El pirata segrestat i el vaixell pirata, esperant la mort Kaizoku yūkai jiken to shi o matsu dake no kaizokusen (海賊誘拐事件と死を待つだけの海賊船)                                    | 22 de maig de 2005     | 19 de novembre de 2007     |
| 234 | 6               | El rescat d'un amic! Assalt a Franky house Nakama kyūshutsu! Nagarikomi Furankī Hausu (仲間救出!殴りこみフランキーハウス)                                                               | 5 de juny de 2005      | 20 de novembre de 2007     |
| 235 | 7               | La gran lluita sota la lluna. Una bandera pirata que oneja amb tristesa Gekka no dai kenka! Kanashimi ni hirugaeru kaizoku hata! (月下の大喧嘩!哀しみに翻る海賊旗!)                     | 12 de juny de 2005     | 21 de novembre de 2007     |
| 236 |                 | En Ruffy contra l'Ussop. El xoc de l'orgull de dos homes Rufi VS Usoppu! Butsukaru otoko no iji (ルフィvsウソップ!ぶつかる男の意地)                                                     | 19 de juny de 2005     | 22 de novembre de 2007     |
| 237 | 9               | Pànic a la ciutat d'aigua. Atac a l'iceberg! Gekishin mizu no miyako! Newareta Aisubāgu (激震水の都!狙われたアイスバーグ)                                                               | 3 de juliol de 2005    | 26 de novembre de 2007     |
| 238 | 10              | El noi de goma contra el ciborg que escup foc Gomugomu ningen VS hi o fuku kaizō ningen (ゴムゴム人間VS火を吹く改造人間)                                                                | 10 de juliol de 2005   | 27 de novembre de 2007     |
| 239 | 11              | Són culpables, els del barret de palla? Els protectors de la ciutat de l'aigua Hannin wa mugiwara kaizoku dan? Sui no to no yōjinbō (犯人は麦わら海賊団？水の都の用心棒)                | 31 de juliol de 2005   | 28 de novembre de 2007     |
| 240 | 12              | Adéu per sempre? La Nico Robin, una dona amb un passat fosc Eien no wakare? Yami o hiku onna Niko Robin (永遠の別れ？闇を引く女ニコ・ロビン)                                            | 7 d'agost de 2005      | 29 de novembre de 2007     |
| 241 | 13              | Els pirates del barret de palla decideixen buscar la Nico Robin Robin o tsukamaero! Mugiwara ichimi no ketsui (ロビンを捕まえろ！麦わら一味の決意)                                      | 14 d'agost de 2005     | 30 de novembre de 2007     |
| 242 | 14              | L'explosió és el senyal. Els CP9 mouen fitxa Aizu wa hōgeki totomoni! Ugokidashita CP9 (合図は砲撃と共に！動き出したCP9)                                                                | 21 d'agost de 2005     | 3 de desembre de 2007      |
| 243 | 15              | Els CP9 són desemmascarats i revelen identitats sorprenents! Kamen o totta CP9! Sono odoroki no sugao (仮面を取ったCP9！その驚きの素顔)                                                 | 4 de setembre de 2005  | 4 de desembre de 2007      |
| 244 | 16              | L'Aliança secreta entre l'Iceburg i en Franky Hisometa kizuna! Aisubāgu to Furankī (秘めた絆！アイスバーグとフランキー)                                                                 | 11 de setembre de 2005 | 5 de desembre de 2007      |
| 245 | 17              | Torna, Nico Robin! La lluita contra els CP9 Kaette koi Robin! CP9 to no taiketsu! (帰って来いロビン!CP9との対決!)                                                                       | 18 de setembre de 2005 | 6 de desembre de 2007      |
| 246 | 18              | Els pirates del Barret de Palla queden eliminats? L'amenaça de l'home lleopard Mugiwara kaizoku dan zenmetsu? Moderu Reoparudo no kyōi! (麦わら海賊団全滅? モデル豹(レオパルド)の脅威!) | 23 d'octubre de 2005   | 7 de desembre de 2007      |
| 247 | 19              | L'home estimat per un vaixell! Les llàgrimes de l'Ussop Fune kara mo aisareta otoko! Usoppu no namida! (船からも愛された男！ウソップの涙！)                                             | 30 d'octubre de 2005   | 10 de desembre de 2007     |
| 248 | 20              | El passat d'en Franky. El dia que el tren de mar va començar a funcionar Franky no kako! Umi ressha ga hashitta hi (フランキーの過去！海列車が走った日)                                 | 6 de novembre de 2005  | 11 de desembre de 2007     |
| 249 | 21              | La conspiració de Spandam. El dia que el tren de mar va trontollar Supandamu no inbō! Umi ressha ga ureta hi (スパンダムの陰謀！海列車が揺れた日)                                       | 13 de novembre de 2005 | 12 de desembre de 2007     |
| 250 | 22              | La mort d'un home llegendari. El dia que el tren de mar va plorar Densetsu no otoko no saigo! Umi ressha ga naita hi (伝説の男の最後！海列車が泣いた日)                                 | 20 de novembre de 2005 | 13 de desembre de 2007     |
| 251 | 23              | La veritat rere la traïció! La decisió dolorosa de la Nico Robin Uragiri no shinsō! Robin no kanashiki ketsui! (裏切りの真相！ロビンの哀しき決意！)                                     | 20 de novembre de 2005 | 14 de desembre de 2007     |
| 252 | 24              | El xiulet que separa els amics! El tren de mar se'n va Nakama o hikihanasu kiteki! Hashiridasu umi ressha (仲間を引き離す汽笛！走り出す海列車)                                          | 4 de desembre de 2005  | 17 de desembre de 2007     |
| 253 | 25              | En Sanji s'infiltra al tren de mar! La lluita en mig de la tempesta Sanji totsunyū! Arashi no naka no umi ressha batoru! (サンジ突入！嵐の中の海列車バトル！)                           | 11 de desembre de 2005 | 18 de desembre de 2007     |
| 254 | 26              | La Nami plora amb l'ànima! La resurrecció del Barret de Palla Nami tamashii no sakebi! Mugiwara no Rufi fukkatsu! (ナミ魂の叫び！麦わらのルフィ復活！)                                  | 22 de gener de 2006    | 19 de desembre de 2007     |
| 255 | 27              | Un altre tren de mar? El rocketman surt rabent! Mō hitotsu no umi ressha? Roketto Man shutsugeki (もう一つの海列車？ロケットマン出撃)                                                   | 29 de gener de 2006    | 20 de desembre de 2007     |
| 256 | 28              | Salvem els nostres amics! El pacte entre enemics Nakama o sukue! Kobushi ni chikatta teki dōshi no kizuna! (仲間を救え！拳に誓った敵同士の絆！)                                         | 5 de febrer de 2006    | 21 de desembre de 2007     |
| 257 | 29              | Trenquem l'onada! El millor duet d'en Ruffy i en Zoro Nami o kudake! Rufi to Zoro no saikyō konbo (波を砕け！ルフィとゾロの最強合体技(コンボ))                                          | 26 de febrer de 2006   | 24 de desembre de 2007     |
| 258 | 30              | Apareix un home misteriós! El seu nom és Sogeking Nazo no otoko tōjō!? Sono na wa Sogekingu! (謎の男登場!?その名はそげキング!)                                                          | 5 de març de 2006      | 25 de desembre de 2007     |
| 259 | 31              | La lluita entre cuiners. En Sanji contra l'atac de fideus Kokku taiketsu! Sanji VS Ramen Kenpō (コック対決！サンジVSラーメン挙法)                                                       | 12 de març de 2006     | 26 de desembre de 2007     |
| 260 | 32              | Duel al sostre del vagó! En Franky contra en Nero Yane no ue no kettō! Furanki VS Nero (屋根の上の決闘！フランキーVSネロ)                                                               | 19 de març de 2006     | 27 de desembre de 2007     |
| 261 | 33              | L'espadatxí Zoro contra el tallavaixells T-Bone Gekitotsu! Onigiri Zoro VS funegiri T Bōn (激突!鬼斬りゾロVS船斬りTボーン)                                                              | 2 d'abril de 2006      | 28 de desembre de 2007     |
| 262 | 34              | La batalla per recuperar la Nico Robin! L'estratègia sorpresa d'en Sogeking Robin sōdatsusen! Sogekingu no kisaku!! (ロビン争奪戦！そげキングの奇策！！」 -)                            | 16 d'abril de 2006     | 31 de desembre de 2007     |
| 263 | 35              | L'illa judicial. Vista panoràmica d'Enies Lobby Shihō no shima! Eniesu Robī no zenbō! (司法の島!エニエス・ロビーの全貌!)                                                                | 30 d'abril de 2006     | 1 de gener de 2008         |